# Dakota Skye
Lauren Kaye Scott (17. dubna 1994, Tampa Bay – 9. června 2021, Skid Row, Los Angeles), profesionálně známá jako Dakota Skye [dəˈkəʊtə skaɪ], byla americká pornoherečka, která se v letech 2013 až 2019 objevila ve více než 300 videích pro dospělé.

## Životopis

### Osobní život
Dakota Skye se narodila jako Lauren Kaye Scott 17. dubna 1994 v Tampě nebo Clearwateru na Floridě. V dětství byla Skye sexuálně zneužívána; vychovávala ji matka alkoholička. Toužila se stát mořskou bioložkou. V raném mládí se přestěhovala k rodině svého otce do jižního Ohia. Roku 2015 se Skye na jednom večírku seznámila se Zacharym Lecompte-Goblem a po ukončení těhotenství léta 2016 se ještě téhož roku v Las Vegas vzali, ale ještě před rokem 2017 se rozešli.
V polovině roku 2017, poté, co v Pinellas Parku na Floridě udeřila svého přítele, hudebníka Roberta Andersona, byla Skye zatčena a uvězněna policií na základě obvinění z přestupku domácího násilí; později byla tato obvinění stažena. V roce 2019 se Skye přiznala k řízení pod vlivem alkoholu v kalifornském Burbanku a v roku 2020 byla uvězněna ve Van Nuys za přestupek.
V roce 2019 zemřela Skyeina matka na „závislost a alkoholismus“. Deník Toronto Sun uvedl, že v roce 2020 zemřeli dva Skyeini prarodiče na covid-19, Skye se ocitla bez domova a zemřel jí pes. Na jaře 2021 vyšlo najevo, že Skye pracovala jako společnice; v květnu téhož roku se dostala pod palbu kritiky kvůli fotografii, kterou zveřejnila na Instagramu a na níž ukazuje ňadra, zatímco stojí před nástěnnou malbou George Floyda.

### Smrt
Večer 8. června 2021 Skye řekla přátelům a spolupracovníkům, že po ní „jde FBI a mafie a že se stane motorkářkou Hells Angels“. Všichni, kterým zavolala, ji odmítli ten večer ubytovat; místo toho se Skye tu noc vydala pěšky ze San Fernando Valley do losangeleské čtvrti Skid Row. Tam v časných ranních hodinách 9. června 2021 Skye požádala cizího muže, aby si mohla zdřímnout v jeho rekreačním vozidle; byla viděna, jak něco kouří, načež si lehla na mužův gauč a zemřela.
Následujícího dne potvrdilo oddělení soudního lékaře-koronera okresu Los Angeles Skyeinu totožnost a uvedlo ji jako bezdomovkyni, ačkoli časopis Rolling Stone to vyvrátil a uvedl, že žila se svým přítelem ve Woodland Hills. Tělo Skye identifikoval její manžel. 10. června byla provedena pitva, ale výsledky nebyly zveřejněny. 22. července 2021 časopis Rolling Stone uvedl, že příčina smrti Skye ještě nebyla určena.

## Kariéra
Skye začala pracovat v pornografickém průmyslu v roce 2013 (ve svých devatenácti letech) a vystupovala pod jmény Dakota Skye nebo Kota Sky. Její první agent řekl, že Skyina pracovní morálka a „srovnání drobné dívky a velkého penisu“ (Skye měřila 1,5 m) umožnily teenagerce hned uspět. Asi po 2,5 letech se Skye přestěhovala do Los Angeles, kde pracovala pro Marka Spieglera.
Před prosincem 2018 si vzala od branže volno, aby vystřízlivěla a řešila své duševní zdraví, v oboru byla „poloaktivní“ až do roku 2020, pracovala pro Brazzers, Burning Angel, Digital Playground, Evil Angel, Girlfriends Films, Hustler Video, Jules Jordan Video, Kink.com, Naughty America, Reality Kings a další. Přestože Skye bylo mezi dvaceti a pětadvaceti, byla stále obsazována jako teenagerka díky své „drobné postavě […] a všudypřítomnému nevinnému výrazu“. Objevila se ve více než 300 pornografických videích.
Léta 2015 byla nominována na cenu AVN pro nejlepší novou hvězdičku a v roce 2018 na cenu Oblíbená ženská herečka AVN. Získala také řadu ocenění pornoprůmyslu, včetně Porn's Next It Girl, Best 'O' Face a Best Boy/Girl Sex Scene; byla jednou z nejvyhledávanějších účinkujících na Pornhubu.

## Závislost
Podle Lecompte-Gobleové se zneužívání návykových látek dramaticky zvýšilo, když Skye v roce 2015 přišla o ocenění AVN Best New Starlet Award. Její závislost na Xanaxu se zvýšila na 10 až 15 tablet najednou a začala kouřit pervitin. V rozmezí 2017 až 2019 Skye nejméně šestkrát nastoupila do protidrogové léčebny, ale pokaždé zůstala jen několik dní.
Podle popisu rodiny, přátel a spolupracovníků se Skyeino chování v polovině roku 2010 stalo nevyzpytatelným; kolegyně herečky Kianna Bradley a Jacky St. James popisovaly impulzivní a společenskou ženu, která „nikdy nebyla příliš hrdá na to, že byla hloupá“. Zároveň se však „stávala paranoidní a násilnickou, obviňovala lidi ze sexuálního zneužívání nebo ubližování nebo tvrdila, že ji pronásledují stínové síly a snaží se ukončit její život“. Její manžel vzpomínal na chvíle, kdy mu vyhrožovala nožem, nebo když odletěla do Paříže, „aby natočila sexuální nahrávku s cizím mužem“. Skye měla tvrdit, že ji sledují skryté kamery, že je terčem atentátu kvůli spojení s rodinou Kennedyů a že se stala obětí znásilnění ze strany Rona Jeremyho.
V posledních dnech Skye stále bojovala s letitou závislostí na fentanylu a alkoholu.